# Charles Kouyos
Charles Kouyos, né le 10 février 1928 à Marseille et mort le 12 décembre 1994 à Paris, est un lutteur français.

## Carrière
Charles Kouyos est médaillé de bronze olympique lors des Jeux olympiques d'été de 1948 à Londres.
Kouyos est aussi présent aux Jeux d'Helsinki en 1952 en lutte libre, mais il déclare forfait.
Il est pendant de nombreuses années l'un des techniciens en vue de la Fédération française de lutte (FFL). Il fut démonstrateur à l'Institut National des Sports de Vincennes et participe à ce titre à de nombreux stages nationaux. Il se voit ensuite confier l'entraînement des sportifs qualifiés de la section de lutte olympique des appelés du contingent au Bataillon de Joinville. À ce titre il assure notamment la période de transition lorsque le Bataillon de Joinville quitte la Redoute de Gravelle pour rejoindre son affectation à Fontainebleau en 1967, lors de la fondation de l'EISBJ (Ecole Interarmées des Sports & Bataillon de Joinville).

## Palmarès
- Jeux olympiques
  -  Médaille de bronze de lutte libre en catégorie poids coqs aux Jeux olympiques d'été de 1948 à Londres.